# 貞丸古墳群
貞丸古墳群（さだまるこふんぐん）は、広島県三原市本郷町南方（みなみがた）にある古墳群。2基が広島県指定史跡に指定されている。

## 概要
広島県東部、沼田川支流の尾原川の北岸丘陵斜面に築造された古墳群である。古墳2基（いずれも円墳か）から構成される。
古くは南方村の「国郡志下調書出帳」に油塚（1号墳）として記載が見える。2基は約20メートル離れて所在し、いずれも埋葬施設を横穴式石室とする。石室はいずれも南方向に開口し、石室構造・規模や内部に家形石棺を据えるなど多くの類似点が認められる。
1号墳・2号墳の古墳域は1949・1950年（昭和24・25年）に広島県指定史跡に指定されている。

## 一覧

### 1号墳
貞丸1号墳は、三原市本郷町南方の大日堂の西側にある古墳。
埋葬施設は横穴式石室で、南方に開口する。玄室・羨道からなるが羨道部は破壊され失われており、玄室部のみ残る。玄室は現存で長さ4.37-4.97メートル、幅2.09メートル、高さ2.15メートルを測り、開口部には板石の立石による柱状間仕切りを設ける。そのため、玄室前を羨道でなく前室とした複室構造とみる説もある。
玄室内部には兵庫県加古川流域の竜山石製の刳抜式家形石棺の身部（長さ2.15メートル、幅1.15メートル、高さ0.6メートル）を据える。蓋石の所在は明らかでない。また副葬品も詳らかではない。
築造時期は古墳時代終末期の7世紀前半頃と推定される。

石室俯瞰図
石室展開図
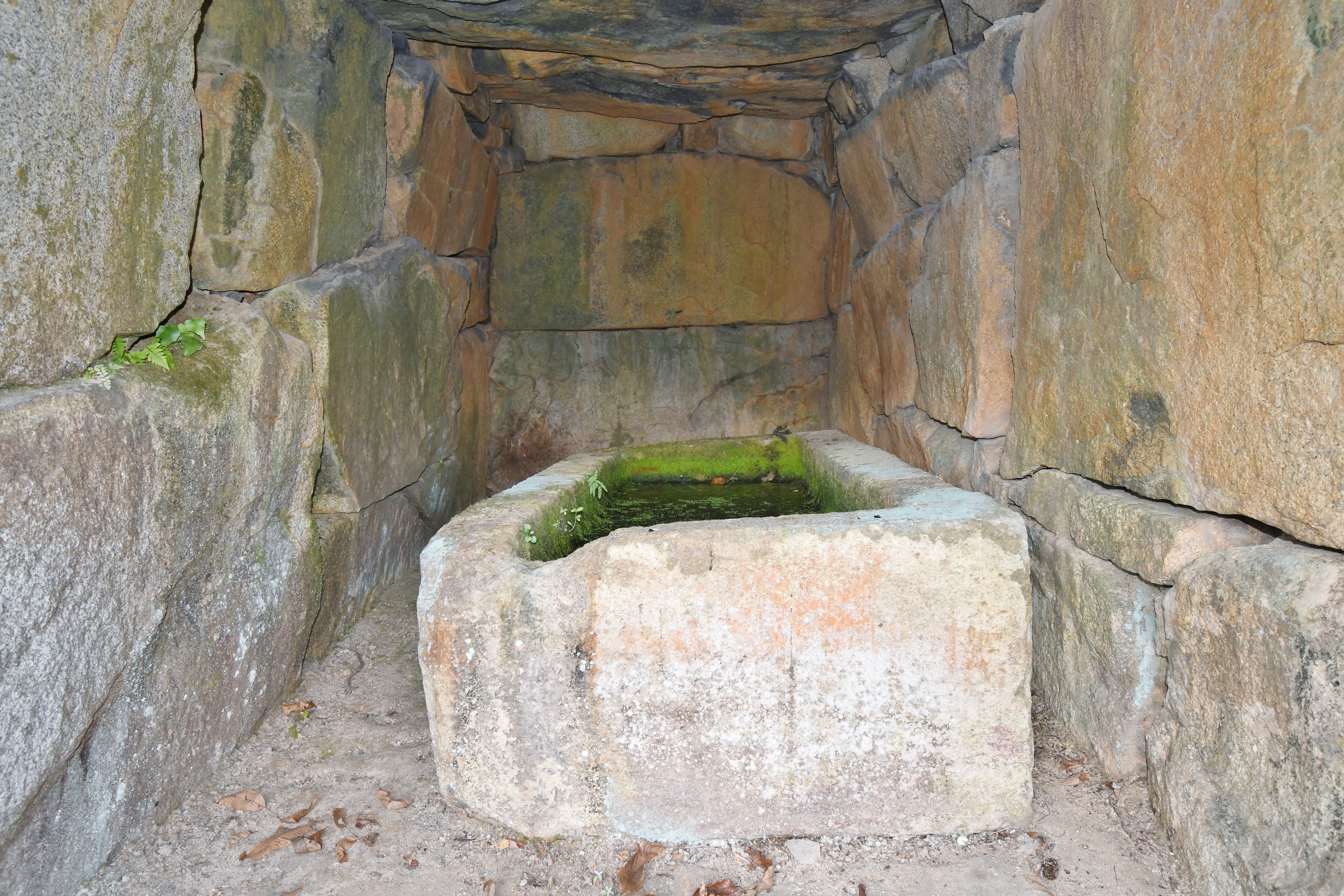
石室内部（奥壁方向）
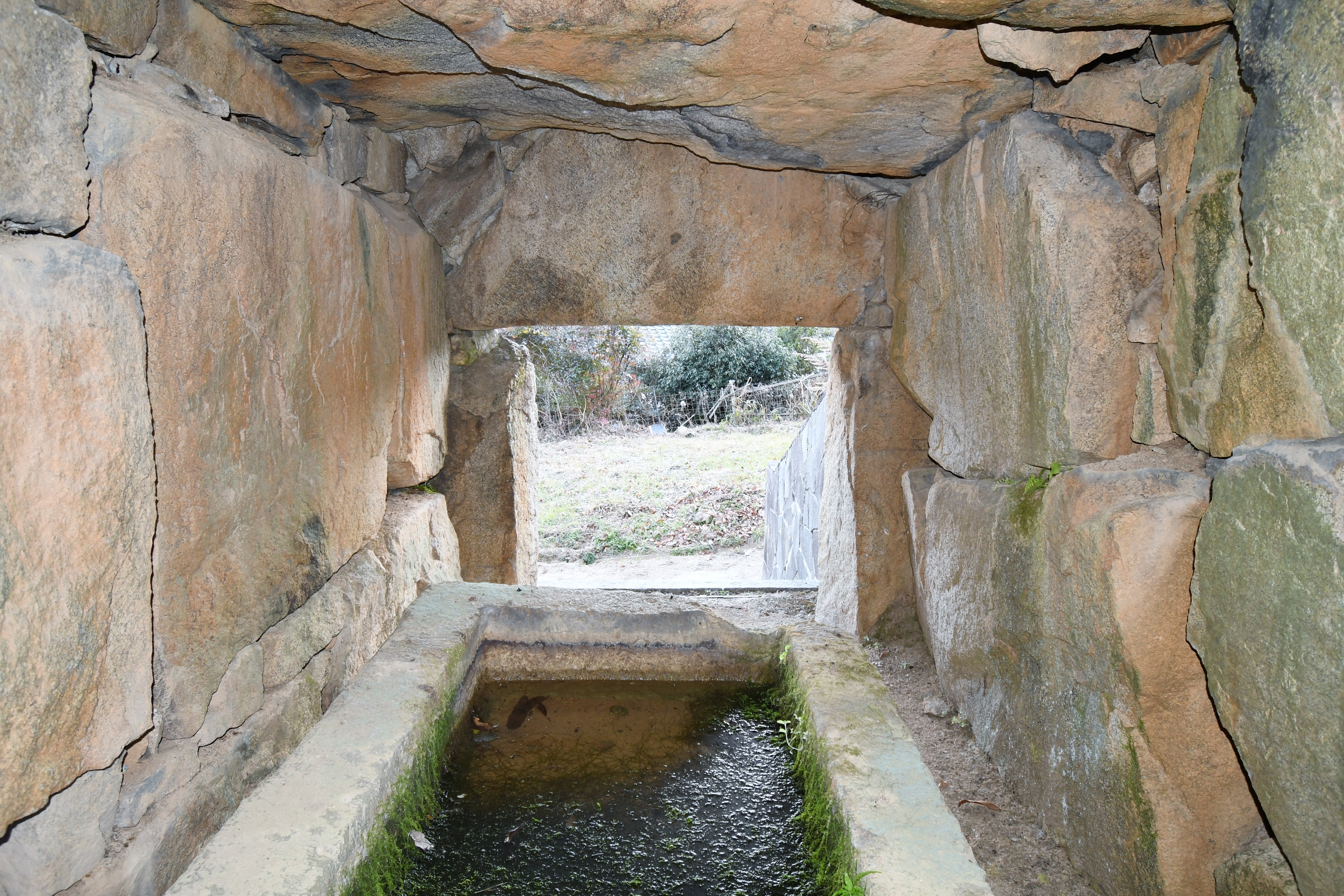
石室内部（開口部方向）
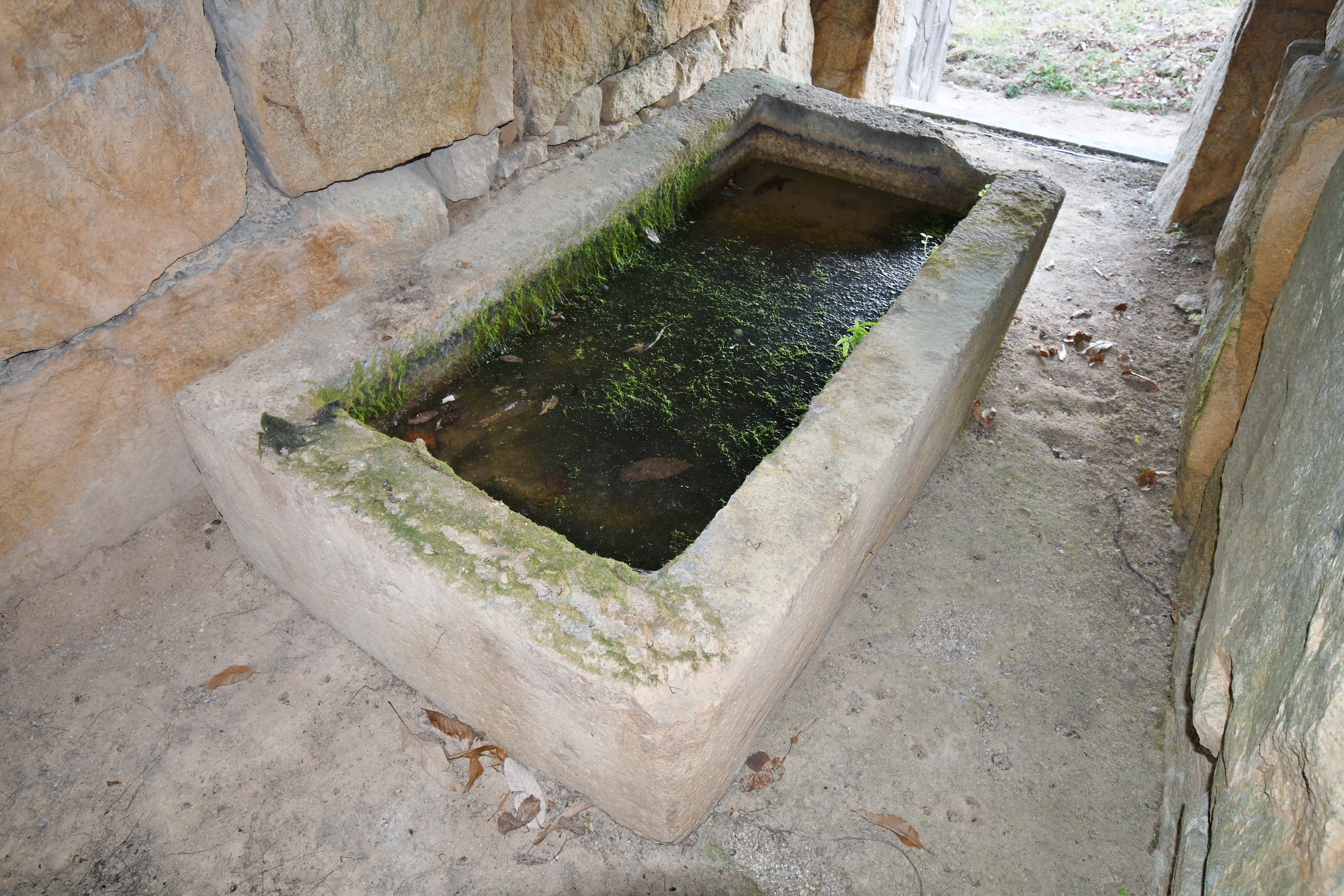
石棺

### 2号墳
貞丸2号墳は、1号墳の北約20メートルにある古墳。
埋葬施設は横穴式石室で、南方に開口する。玄室・羨道からなるが羨道部は破壊され失われており、玄室部のみ残る。玄室は現存で長さ5.1メートル、幅2.12メートル、高さ1.97メートルを測る。
玄室内部には組合式家形石棺があったと伝わる。現在その所在は明らかでないが、一説には大日堂境内の石碑台石として使用されている、縄掛突起を付す凝灰岩製家形石棺蓋石が使用棺として推測される。また同石のそばには小口石と推定される石片があり、その他にも南方神社境内で組合式家形石棺の破片が遺存する。
築造時期は古墳時代終末期の7世紀前半頃と推定される。

石室俯瞰図
石室展開図
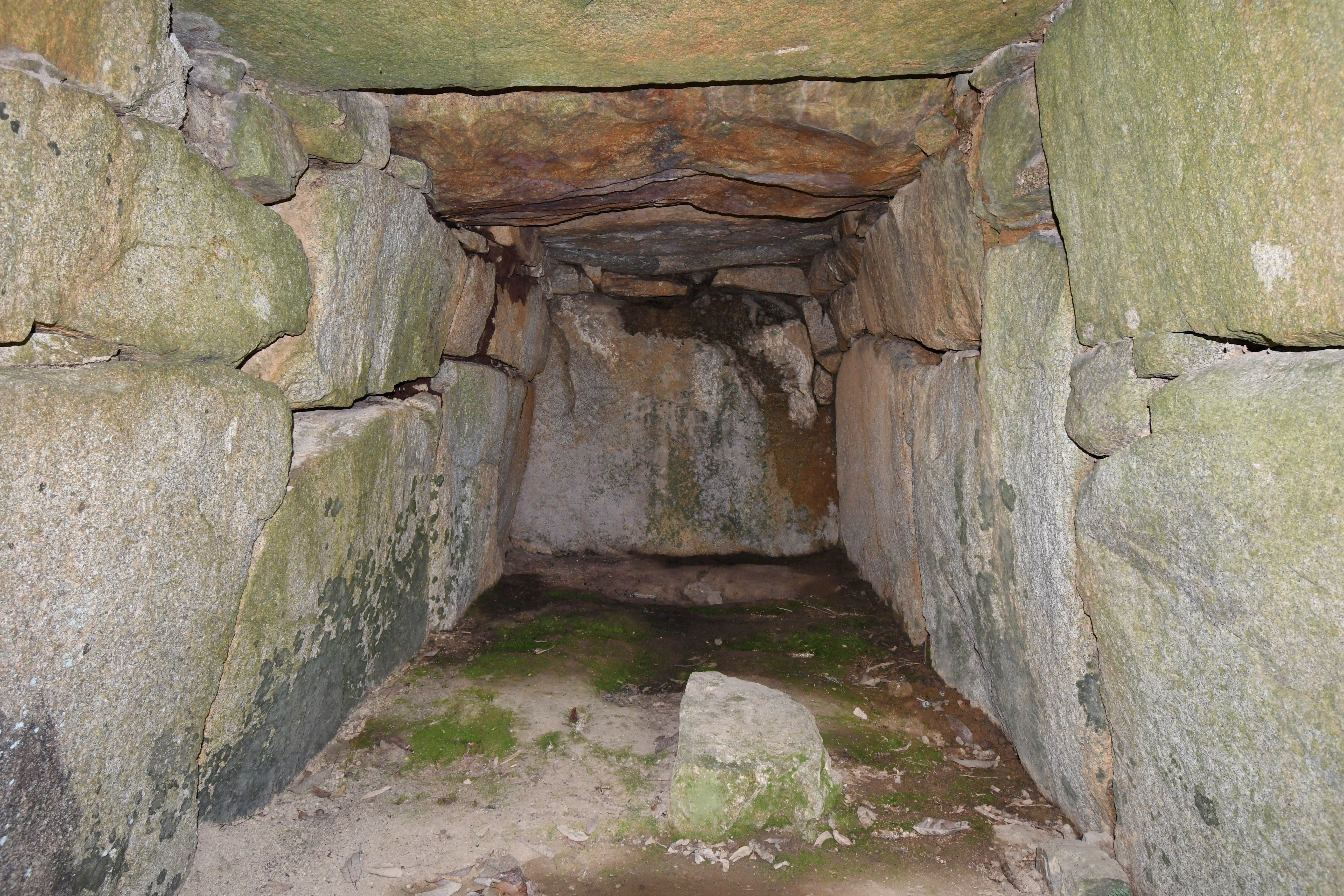
石室玄室（奥壁方向）
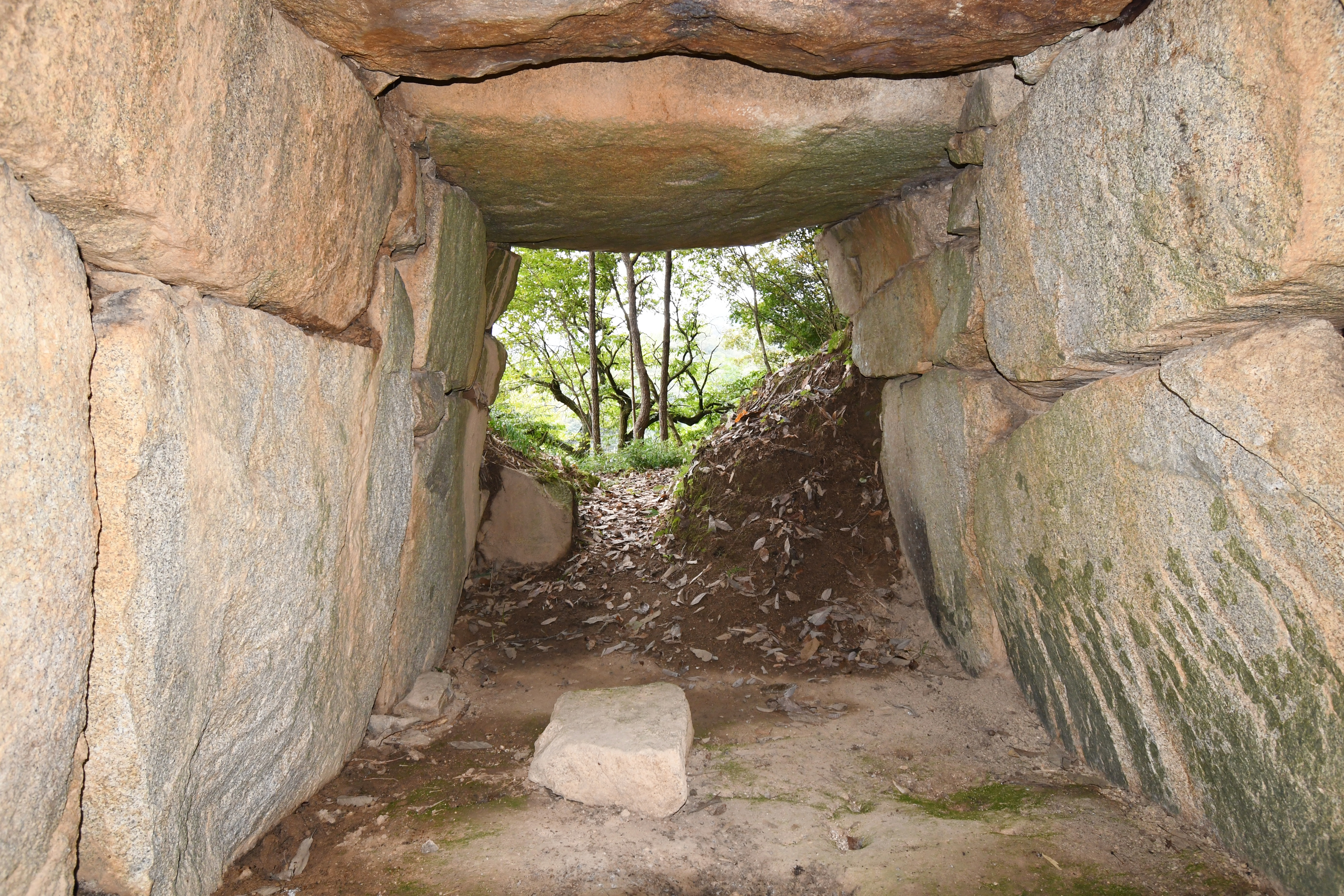
石室玄室（開口部方向）
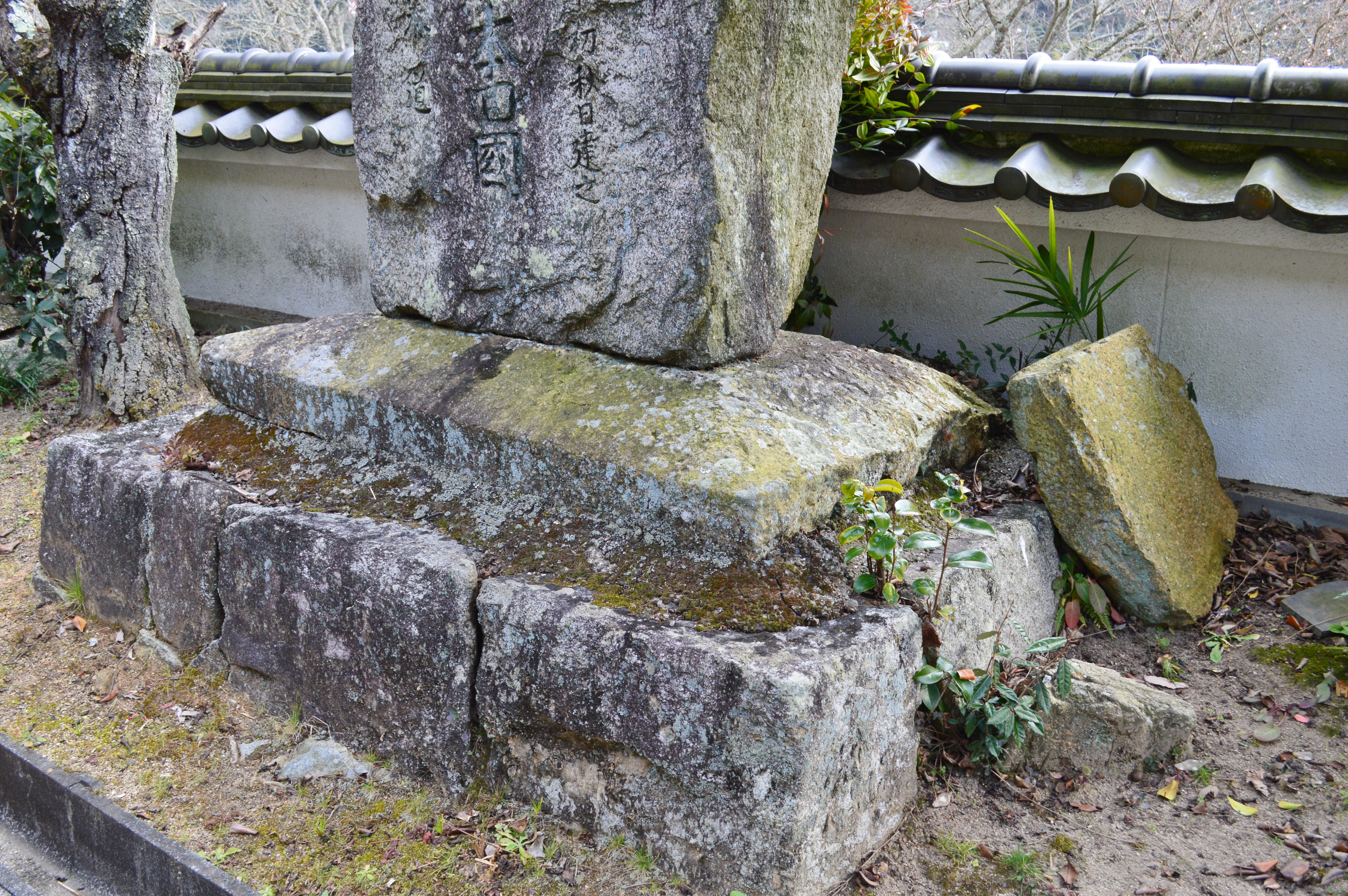
推定石棺蓋石
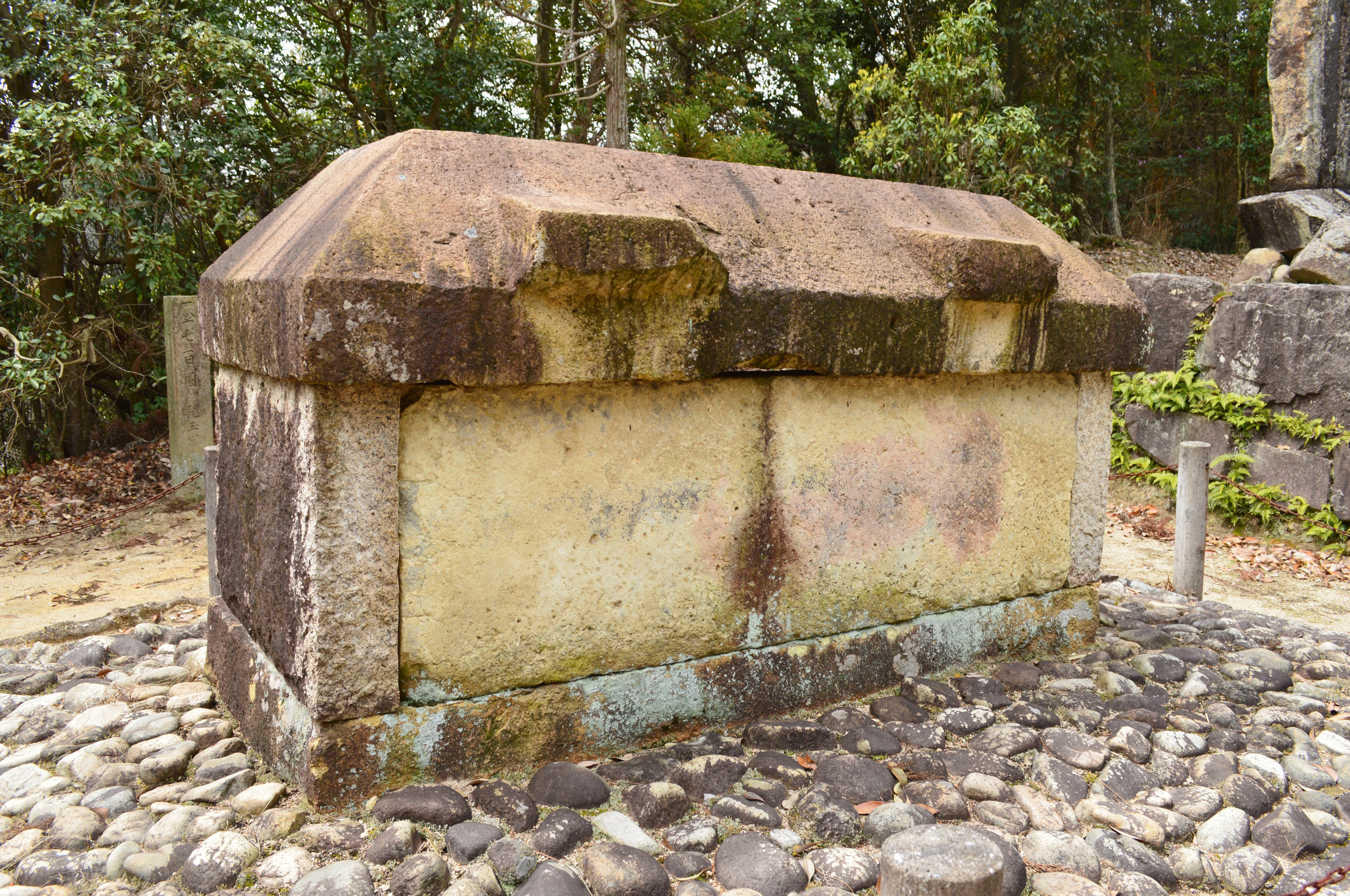
参考画像：南方神社境内の二本松古墳組合式石棺（三原市指定文化財） 小口石は復元。
参考画像：二本松古墳石棺展開図

## 文化財

### 広島県指定文化財
- 史跡
  - 貞丸古墳 - 1949年（昭和24年）10月28日指定[5]。
  - 貞丸第二号古墳 - 1950年（昭和25年）9月16日指定[7]。